# 奥田元宋・小由女美術館
奥田元宋・小由女美術館（おくだげんそうさゆめびじゅつかん）は、広島県三次市の市街地に近い南東部にある美術館。2006年（平成18年）4月15日開館。

## 概要
夫妻であった日本画家・奥田元宋の作品100点、人形作家・奥田小由女の作品60点程度を所蔵し、常設展展示している。夫妻の業績を広く顕彰するとともに、地元ゆかりの芸術家や国内外の優れた美術作品や文化を紹介する特別企画展覧会を実施している。また「市民参加型の美術館」として美術館ボランティア、市内学生の学習支援活動などの協力を得て美術館運営がなされている。
夫妻は美術館設立をかねて念願して自作の多くを手元に置いており、郷里の三次市が申し出た。日本画作品16点と写生作品4点、人形作品36点の計56点が夫妻から三次市に寄贈された。
元宋には『待月』など月をモチーフにした作品が多い。美術館も、建物の間にある池に夜の月が映える光景がロビーから眺められるよう設計されており、「日本一月が美しい美術館」として知られる。
2015年4月10日には日本郵便と提携し開館10周年を記念した記念切手が販売開始された。
2019年から展示設備や照明などの改修が進められており、さらに空調の改修工事のため2023年9月1日から2024年4月下旬まで休館する。

## 常設展示
2018年7月12日時点の常設展示品は奥田元宋作品が計18点、児玉希望作品3点、三上巴峡4点、奥田小由女17点、奥田元宋・小由女共作1点となっている。

## 企画展
2018年までにヘレン・シャルフベック展など70回ほどの企画展が開催されている。

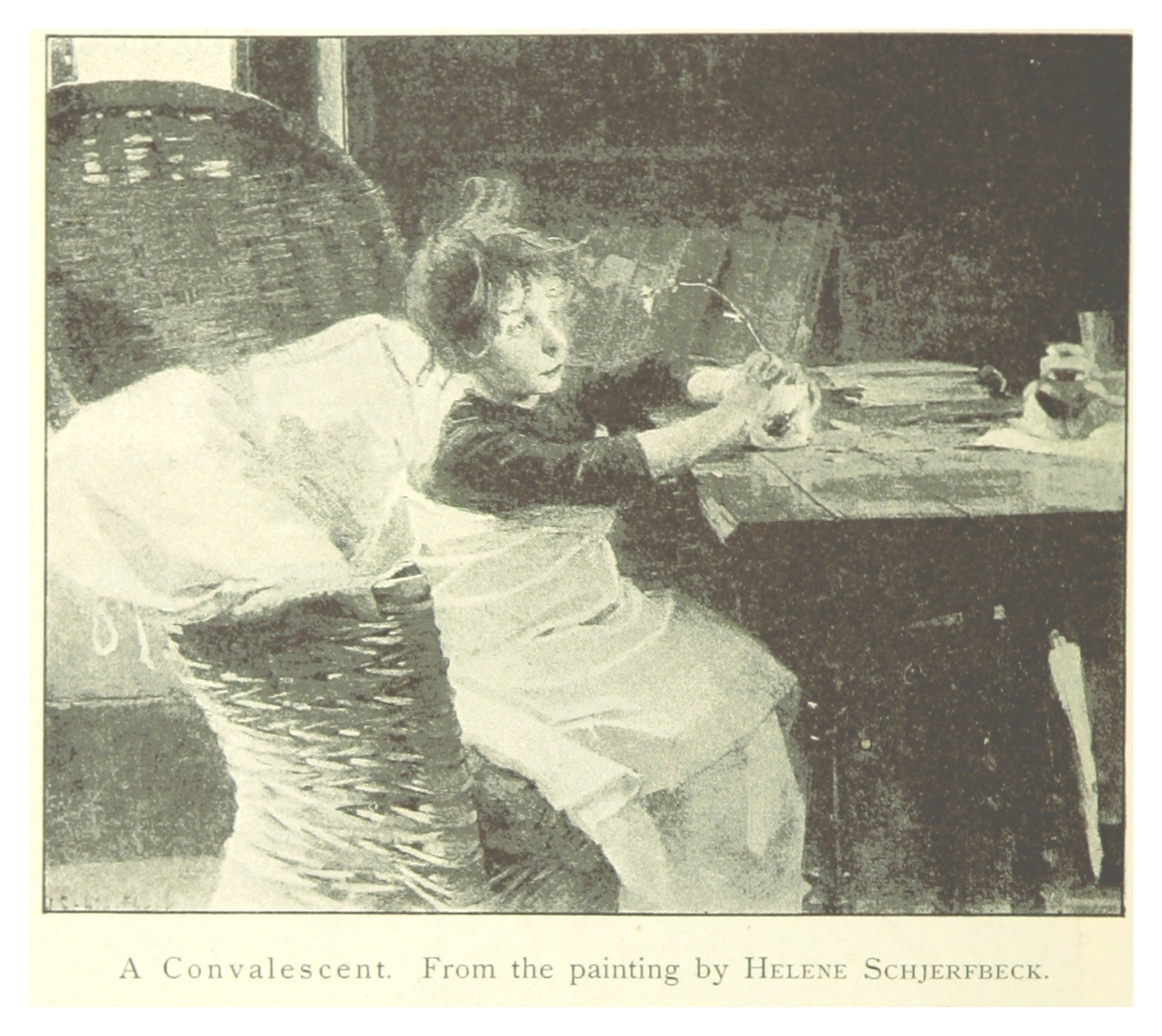

## 常設展示観覧料
- 大人 800円
- 大学生 400円
- 高校生以下 無料

団体割引あり。

## 開館時間・休館日
開館時間：
9:30 - 17:00
休館日
毎月第2水曜日、および年末年始。

## 駐車場
無料・乗用車：240台/バス：10台 

## アクセス
- 中国自動車道 三次ICから車で約3分[10]
- 尾道自動車道・松江自動車道 三次東ICから車で約15分
- 路線バスで「奥田元宋・小由女美術館前」（美術館前）バス停下車（JR三次駅から260円区間）
  - 敷名（廻神）線（備北交通[11]）：三次駅前方面 / 川西郷の駅・三和支所方面
  - 敷名（志和地）線（備北交通）：三次駅前方面 / 志和地駅前・三和支所方面
  - 三城線（三次中央病院経由）（備北交通）：三次駅前方面 / 尾引坂・庄原駅方面
  - 畠敷線（備北交通）：上四十貫・三次駅前方面 / 三次工業団地
  - 高速バス 広島 - 三次 - 庄原 - 東城線（備北交通・広島電鉄）：広島バスセンター方面
- 「三次ワイナリー」バス停下車、徒歩で200m程度
- 「三次中央病院」バス停下車、徒歩で600m程度

## 近隣施設
- みよしあそびの王国
- 広島三次ワイナリー